# ジェームズ・ナクトウェイ

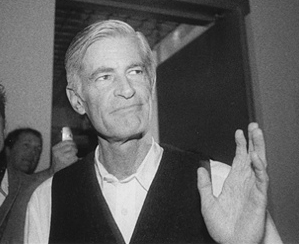
ジェームズ・ナクトウェイ

ジェームズ・ナクトウェイ（James Nachtwey、1948年3月14日 - ）は、ニューヨーク州出身のジャーナリスト、戦場カメラマン。ダートマス大学にて美術史と政治学を専攻した。

## 略歴
ナクトウェイは1976年から新聞社のカメラマンとして働き始める。1980年にニューヨークに移住したことをきっかけにフリージャーナリストとして働き始める。1981年、北アイルランドにて初の海外任務を行う。これはIRAのハンガー・ストライキを取材するものだった。
1984年からTIMEの専属カメラマン。1986年からは写真家集団マグナムに所属し、2001年9月11日のアメリカ同時多発テロ以降は、写真家集団VIIを立ち上げた。
これまでに優れた報道写真に贈られるロバート・キャパ賞を5度受賞したほか、1993年と1995年に世界報道写真大賞を受賞している。2003年にダン・デイヴィッド賞、2016年にアストゥリアス皇太子賞コミュニケーションおよびヒューマニズム部門受賞。

## 代表的な作品集
- 2000年 『INFERNO』